# Aston Pigott

Aston Pigott är en by ca 19 km väster om Shrewsbury. Byn ligger i Worthen with Shelve civil parish. Det bor cirka 50 personer i byn. Byn ligger cirka 1,6 km öster om Worthen och angränsar till Aston Rogers. Byn fick kommunalt vatten 1947 och kommunal elektricitet 1948.